# 200 лет Никитскому ботаническому саду (серебряная монета Украины)
200 лет Никитскому ботаническому саду — юбилейная монета номиналом 50 гривен, выпущенная Национальным банком Украины. Посвящена одному из старейших научно-исследовательских учреждений страны — Никитскому ботаническому саду, который был основан в 1812 году на мысе Мартьян неподалеку от Ялты и является уникальным собранием местной и мировой флоры, образцом садово-паркового строительства, своеобразным музеем под открытым небом, в котором собрано около 20 тысяч видов растений из разных районов земного шара.
Монета введена в обращение 26 июня 2012 года. Она относится к серии «Другие монеты».

## Описание монеты и характеристики
| Номинал, грн. | Металл           | Масса, г | Диаметр, мм | Качество изготовления     | Гурт                           | Тираж, штук |
| ------------- | ---------------- | -------- | ----------- | ------------------------- | ------------------------------ | ----------- |
| 50            | серебро (Ag 999) | 500      | 85          | специальный анциркулейтед | гладкий с углублённой надписью | 1000        |

### Аверс
На аверсе монеты вверху размещён малый Государственный герб Украины и надпись полукругом «НАЦИОНАЛЬНЫЙ БАНК УКРАИНЫ», в центре стилизованного венка из цветов и листьев изображён скульптурный портрет основателя и первого директора сада с указанием имени и фамилии «Христиан Стевен»; внизу — год чеканки монеты «2012» и полукругом надпись: «ПЯТЬДЕСЯТ ГРИВЕН».

### Реверс
На реверсе изображён: озеро с фонтаном посередине, на втором плане на фоне морского горизонта — один из уголков сада с беседкой; надпись на фоне озера внизу — «Никитский ботанический сад»/«1812 — 2012».

## Авторы

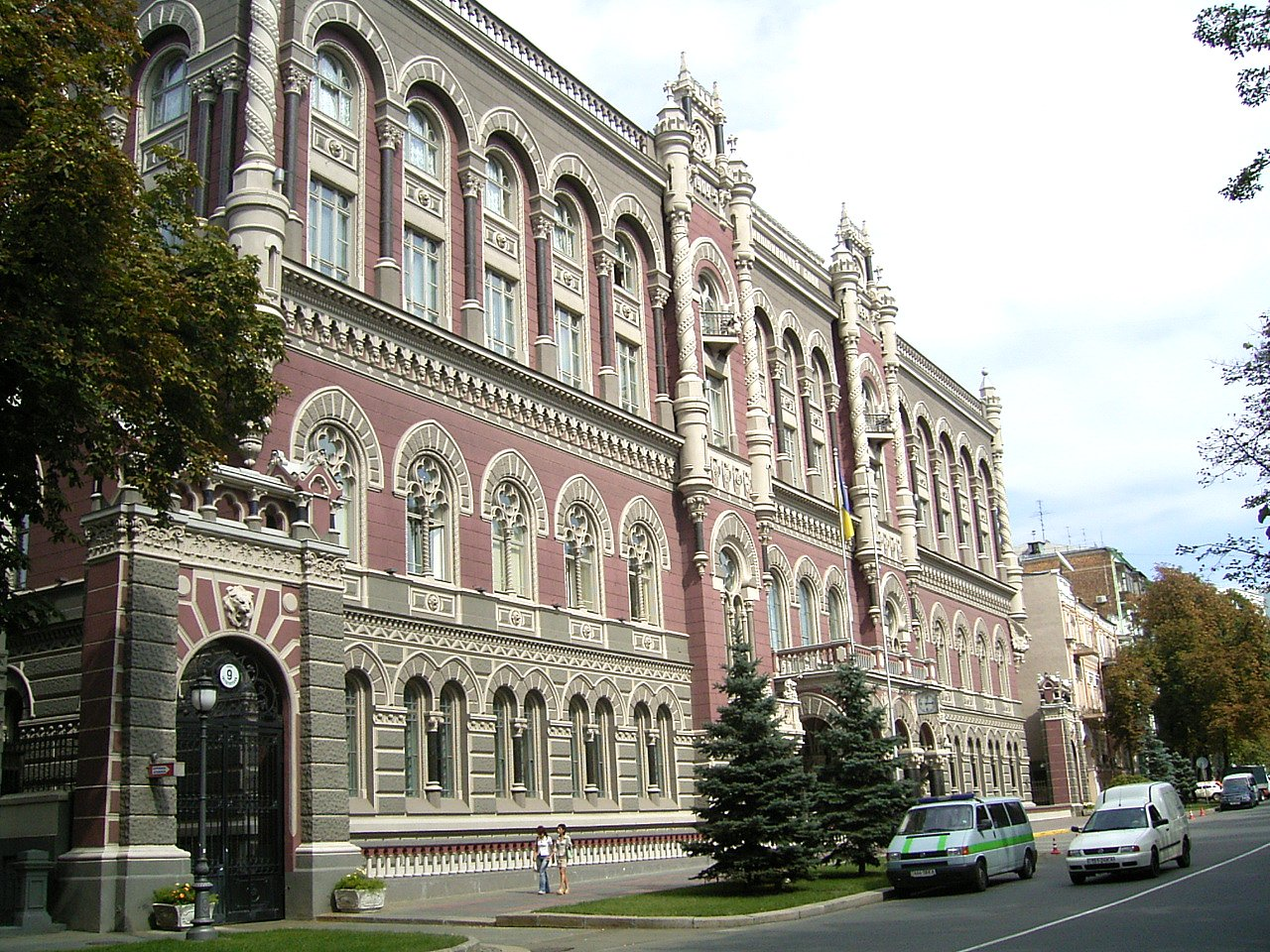
Здание Национального банка Украины

- Художники : Владимир Таран, Александр Харук, Сергей Харук.
- Скульпторы : Святослав Иваненко, Владимир Атаманчук .

## Стоимость монеты
Цена монеты — 11 814 гривен, была указана на сайте Национального банка Украины в 2016 году.
Фактическая приблизительная стоимость монеты, с годами менялась так:
| Год        | 2013 | 2014 | 2015 | 2016  | 2017  | 2018  | 2019  |
| ---------- | ---- | ---- | ---- | ----- | ----- | ----- | ----- |
| Цена, грн. | 8000 | 7000 | 9000 | 13000 | 13000 | 13000 | 12700 |